# Textos sagrats de l'islam
Els textos sagrats de l'islam són aquelles obres que, segons la religió islàmica, van ser revelades per Déu als diversos profetes al llarg de la història de la humanitat per tal de promulgar-hi les seves lleis. Si bé pels musulmans l'Alcorà és l'última revelació de la Paraula de Déu feta als homes, que conclou i confirma les escriptures anteriors, és un article de fe d'aquesta religió el fet de creure en la legitimitat dels altres llibres revelats, és a dir, at-Tawrat (la Torà que va ser revelada a Moisès), az-Zabur (el llibre dels Salms que fou revelat a David) i al-Injil (l'Evangeli que va ser revelat a Jesús), tots ells explícitament citats en el mateix Alcorà.

## Llibres principals

### Alcorà
L'Alcorà és el text religiós central de l'islam, que els musulmans creuen que és una revelació de Déu. L'Alcorà es divideix en capítols o sures que al seu torn es divideixen en versicles o aleies. Els musulmans creuen que l'Alcorà fou revelat de paraula per Déu al profeta Muhàmmad per mitjà de l'àngel Gabriel (Jibril), de forma gradual durant un període d'uns 23 anys, que comença el 22 de desembre de l'any 609, quan Muhàmmad tenia 40 anys, i que es clou el 632, l'any de la seva mort. Els musulmans veuen en l'Alcorà el més important miracle de Muhàmmad i una prova de la seva condició profètica, així com la culminació d'una sèrie de missatges divins que haurien començat amb els missatges revelats a Adam i acabarien amb el mateix Muhàmmad. És considerat a bastament l'obra més reeixida de la literatura àrab clàssica.

### Torà
D'acord amb l'Alcorà, la Torà fou revelada a Moisès (Mussa), però també afirma que l'actual Torà ha estat corrompuda al llarg dels anys i ja no és fiable. Moises i el seu germà Aaron (Harun) van fer servir la Torà per predicar el missatge als israelites (Banu Israïl).

### Az-Zabur
L'Alcorà anomena az-Zabur, sovint interpretat com una referència al Llibre dels Salms, el text sagrat revelat al rei David (Dawud). Els estudiosos sovint han interpretat els salms com cançons sagrades de lloança. Els salms actuals són encara lloats per molts estudiosos musulmans, però en general els musulmans creuen que alguns dels salms conservats van ser escrits posteriorment i que no foren revelats directament per Déu. L'aleia 105 de la sura 21 (Al-Anbià, Els profetes) i el versicle 29 del psalm 37 són anàlegs.

### Al-Injil
L'Injil és el llibre sagrat revelat a Jesús (Issa), segons l'Alcorà. Tot i que alguns musulmans llecs creuen que per Injil s'ha d'entendre tot el Nou Testament, els erudits musulmans assumeixen que es refereix no al Nou Testament sinó a un Evangeli original, lliurat a Jesús com la paraula de Déu. En conseqüència, d'acord amb la creença islàmica, l'Evangeli seria el missatge que Jesús, inspirat per Déu, va predicar als fills d'Israel. Els actuals Evangelis canònics, segons els erudits musulmans, no serien textos de revelació divina sinó testimonis de la vida de Jesús, escrits per coetanis, deixebles i companys. Aquests evangelis, d'acord amb el credo islàmic, contenen part de les ensenyances de Jesús, però de cap manera representen ni contennt l'Evangeli original de Déu, que hauria estat corromput i/o perdut.

## Textos menors
L'Alcorà també menciona dos antics rotlles i algun altre possible llibre::
- Rotlles o Escriptures d'Abraham (àrab: صُحُفِ إِبْرَاهِيم, Ṣuḥuf Ibrāhīm i/o الصُّحُفِ ٱلْأُولَىٰ, aṣ-Ṣuḥuf al-Ūlà, ‘Llibres de la primera revelació’): es creu que els Rotlles d'Abraham haurien estat un dels primers textos escrits, lliurats a Abraham (Ibrahim),[24] i posteriorment usats per Ismael (Ismaï) i Isaac (Ishaq). Tot i que hom s'hi refereix habitualment com a «rotlles», molts traductors han traduït la paraula àrab súhuf com «llibres» o «escriptures».[17][25][26] Els Rotlles d'Abraham es considera actualment que s'han perdut, més que no pas corromput, tot i que alguns estudiosos els han identificat amb el Testament d'Abraham, una obra literària apocalíptica de l'època del profeta Muhàmmad. El versicle on es mencionen aquestes «escriptures» s'hi refereixen com «els fulls primers del text revelat» (Alcorà 87:18 (traduït per Míkel de Epalza)).
- Llibre de Joan el Baptista (àrab: كتاب يحيى, Kitāb Yaḥyà, ‘Llibre de Joan [el Baptista]’): a l'Alcorà hi ha una al·lusió a un llibre (kitab) de Joan el Baptista (Yahya).[27] És possible que parts d'aquest text apareguin en alguna de les escriptures mandees com el Ginza Rba o el Draša ḏ-Iahia, Llibre de Joan el Baptista. Yahya és reverenciat pels mandeus i pels sabeus.[cal citació]
- Rotlles o Escriptures de Moisès (àrab: صُحُفِ مُوسَىٰ, Ṣuḥuf Mūsà i/o الصُّحُفِ ٱلْأُولَىٰ, aṣ-Ṣuḥuf al-Ūlà, ‘Llibres de la primera revelació’): aquests rotlles, que contindrien les revelacions de Moisès, que haurien estat escrites posteriorment pel mateix Moiès i per Aaron i Josuè, no són identificats pels musulmans amb la Torà sinó amb revelacions paral·leles a aquesta. Alguns estudiosos mantenen que es podrien referir al Llibre de les guerres del Senyor,[17] un text perdut del qual es parlaria a l'Antic Testament o Tanakh, al Llibre dels Nombres.[28] Els versicle que mencionen aquestes escriptures són el 18 i el 19 de la sura 87 (Al-Alà, L'Altíssim), on s'hi refereixen com «els fulls primers del text revelat» (Alcorà 87:18–19 (traduït per Míkel de Epalza)).